# واتسون باركر
واتسون باركر (بالإنجليزية: Watson Parker)‏ هو مؤرخ أمريكي، ولد في 15 يونيو 1924، وتوفي في 9 يناير 2013.